# جانيس رانكين
جانيس رانكين (بالإنجليزية: Janice Rankin)‏ هي لاعبة الكرلنغ بريطانية، ولدت في 8 فبراير 1972 في إنفرنيس في المملكة المتحدة.

## وصلات خارجية
- جانيس رانكين على موقع الاتحاد الدولي للكرلنغ (الإنجليزية)
- جانيس رانكين على موقع اللجنة الأولمبية الدولية (الإنجليزية)
- جانيس رانكين على موقع أوليمبيديا (الإنجليزية)
- جانيس رانكين على موقع اللجنة الأولمبية البريطانية (الإنجليزية)